# Paracypris franquesoides
Paracypris franquesoides är en kräftdjursart. Paracypris franquesoides ingår i släktet Paracypris och familjen Candonidae. Inga underarter finns listade i Catalogue of Life.